# Per-Anders Kurenbach
Per-Anders Kurenbach (* 1. April 1970 in Bochum) ist ein deutscher Keyboarder, Komponist und Musikproduzent.

## Musikbiographie
Per-Anders Kurenbach war von 1996 bis 2000 und von 2004 bis 2006 Keyboarder und Produzent der Electro-Wave-Band Psyche und produzierte zusammen mit dem Sänger Darrin Huss drei Alben, eine Maxi-Single sowie diverse Remix-Beiträge für Kompilationen.
Ferner war er von 2002 bis 2007 in der Grave-Rock-Band The Spook als Keyboarder und Backing-Vocalist unter dem Band-Pseudonym Terence Tula tätig.
Von 2006 bis 2008 existierte – zusammen mit dem The-Eternal-Afflict-Sänger Cyan (auch unter Cyan Kills E.Coli) und dem Schlagzeuger Chains, auch bekannt als Vic Chains von The Spook – die Formation Cyan Inc.
Kurenbach war außerdem ab 2007 festes Mitglied der Band Shock Therapy, welche ihre Aktivitäten seit der Entlassung von Sänger Gregory „Itchy“ McCormick wieder aufgenommen hatten. Dieser verstarb jedoch am 5. November 2008. Mit verbliebenen Original-Musikern und 2 Sängern (Scott Mick, Tommy P.) ging Shock Therapy als Tribute-Band für einige Konzerte in Österreich und Deutschland auf Tour.
Kurenbach ist seit 2008 Live-Crew-Mitglied und Co-Produzent in der Band The Eternal Afflict. Seit Mitte Mai 2012 ist er Mitglied der Minimal-Elektro-Band Nine Circles, welches von der niederländischen Künstlerin Lidia Fiala (The Rose) ins Leben gerufen wurde. Anfang 2014 trat Kurenbach ebenfalls der Electro-Band „reADJUST“ als 2. Keyboarder und Produzent bei. Seit 2021 ist Kurenbach auch festes Mitglied der Band DISTRICT 13 und hat mit dem Sänger Mick Scott das Projekt DARK STATE ins Leben gerufen.

## Sonstiges
Erwähnenswert in der Zusammenarbeit bei Psyche dürfte die 1996 produzierte Maxi-Single des Songs „You Ran Away“ sein, welche auch eine Neufassung eines alten Independent-Klassikers der Band Q Lazzarus - „Goodbye Horses“ enthielt, dessen einzig existierende 7"-Vinyl-Single nur ca. 3000 Mal gepresst wurden.

## Veröffentlichungen als Band-Mitglied
- Diverse -
- 1990–1994: The Chopz (Noize-Pop-Band) div. MCD-Veröffentlichungen
- 2007: Cyan Inc. „Better Leave Me Dying“ (CD-Album)
- 2018: Obscure „Getting Fooled By Lies“ (Digital Single / Gastgesang & Mastering)

- Mit PSYCHE -
- 1996: „Strange Romance“ (CD-Album)
- 1996: „You Ran Away“ (Maxi-CD)
- 1998: „Love Among The Ruined“ (CD-Album)
- 2000: „Misguided Angels“ Compilation for North America
- 2004: „Legacy“ (Best-Of-Album)
- 2005: „The 11th Hour“ (CD-Album)

- Mit The Spook -
- 2002: „Some Like It Dead“ (CD-Album)
- 2004: Blitzkid/The Spook „Everyday Is Halloween - Tales Of Terror And Unspeakable Horror“ (7" Vinyl-Single)
- 2005: „Boneman/Of Gods & Monsters“ (Vinyl-Single)
- 2007: The Spook „Let There Be Dark“ (CD-Album)

- Mit The Eternal Afflict -
- 2009: „Ion“ (CD-Album)
- 2014: „Birth Life Death“ (CD-E.P.)
- 2014: „...and Inbetween Love?“ (CD-Album)

- Mit Nine Circles -
- 2014: „Alice“ (CD-/Vinyl Album)
- 2014: „Number Not Available/Face Behind The Clown“ (Vinyl-Single)
- 2017: „Handsome Ugly Puppet/Hide“ (Vinyl-Single)
- 2017: „Falling/Preconception“ (Vinyl-Single)

- Mit reADJUST -
- 2015: „Lazarus“ (EP-CD)
- 2016: „Promised Land“ (CD-Single)
- 2016: „Void“ (Digitale EP)
- 2017: „Jekyll And Hyde“ (Digitale EP)
- 2017: „Straitjacket“ (CD-Album)
- 2014: „Gassenhauer“ (CD-Single)
- 2019: „Subject Zero“ (CD-Album)
- 2022: reADJUST „File: 02-22 (20 Years Between Heaven And Hell)“ (Digitales Album)

- Mit Shock Therapy -
- 2018: „Let Me Go V.2018“ (Digitale Single)
- 2021: „Can I Do What I Want“ (Digitale Single)

- Mit District 13 -
- 2021: „Mind Over Matter“ (CD-Album)
- 2024: „Pandora's Hope“ (CD-Album)

- Mit Dark State -
- 2024: „WAR“ (CD-EP)

## Produktionen
- 2004: dAVOS „What I Prefer“ (EP-CD / Co-Produktion)
- 2006: dAVOS „I Start Mourning“ (EP-CD / Co-Produzent & Mastering)
- 2006: dAVOS/Heirstyle „Fruit Of Joy/Hölle“(Split-Vinyl)
- 2007: Jan W. „Cindy“ (EP-CD)
- 2007: dAVOS „Just Like Mine“ (CD-Album / Co-Produktion & Mastering)
- 2008: Alice in Videoland „She's A Machine“ limited (Remix CD / Co-Produzent)
- 2008: Shock Therapy „The Moon & The Sun“ (CD-Album)
- 2009: The Eternal Afflict „San Diego“ (E.P. Re-Release / als Co-Produzent)
- 2009: Sharon Next „Embrace in Holyhead“ (E.P.-CD / Produzent/Mastering)
- 2009: Heirstyle „With Suffering & With Christ“ (CD-Album / Produzent & Mastering)
- 2010: The Eternal Afflict „Ion“ (CD-Album / Co-Produzent)
- 2010: Sharon Next „Fast Farewell“ (CD-Album)
- 2011: dAVOS „Tender Loving Care“ (EP-CD / Produzent & Mastering)
- 2012: Radio DCS „I Try My Best To Mainstream“ (CD-Album)
- 2012: Jan W. „Zu Spät“ (E.P.-CD)
- 2013: Schahin „You Gotta Love Me“ (Digital Album / Co-Produzent & Mixing)
- 2013: evo-lution „Society of Today“ (E.P.-CD / Produktion & Mastering)
- 2013: dAVOS „I Could Sense A Tragedy!“ (CD-Album / Co-Writing & Produktion)
- 2013: Nautilus 2 „Another World“ (CD-Album / als Produzent)
- 2014: dAVOS „My Pleasure Garden“ (E.P.-CD / Produktion & Mastering)
- 2015: Schahin „What You Feel“ (Digital Album / Co-Produktion & Mixing)
- 2016: EGOamp „1/0“ (CD-Album / Co-Produktion & Mastering)
- 2016: Benedict „Schwarze Lilie“ (E.P. / Mastering)
- 2016: OUTSIZED „Change“ (CD-Album / Mastering)
- 2017: District 13 „As the blue sky faded to black“ (CD-Album / Produktion & Mastering)
- 2017: Schahin „Still Alive“ (Digital Album / Co-Produktion & Mixing)
- 2017: EGOamp „Mesmerized“ (Digital EP / Produktion & Mastering)
- 2018: Shock Therapy „The Theatre Of Shock Therapy“ (CD-Album / Produktion & Mastering)
- 2018: District 13 „Life In Chains“ (CD-Album / als Produzent)
- 2019: Schahin „Out Of Tears“ (Digital Single / Produktion & Mixing)
- 2019: Arenberg-Sampler „Various Artists“ (Compilation Album / Mastering)
- 2019: Schahin „If You Wanna Dance“ (Digital Single / Produktion & Mixing)
- 2020: Shock Therapy „Back from Hell“ (CD-Album / als Produzent & Co-Arrangeur)
- 2020: District 13 „Neonschwarz“ (E.P.-CD / als Produzent & Co-Arrangeur)
- 2021: Panic Or Pain „Final Inception“ (Digital Album / Produktion & Mastering)
- 2021: Parade Ground „The 15th Floor“ (CD-Album / Mastering)
- 2001: Schahin „Heartsong“ (Digital Single / Produktion & Mixing)
- 2022: Portion Control „Dissolve Plus“ (CD-Album / Mastering)
- 2022: RUN: „I Don't Like Gemütlichkeit“ (CD-Album / Produktion & Mastering)
- 2022: EGOamp „The Shining“ (Remix EP-CD / Co-Produktion & Mastering)
- 2022: Parade Ground „Ora Et Labora“ (CD-Album / Mastering)
- 2022: RUN: „Nouveau / Retro“ (CD-Album / CO-Arrangeur & Produzent)
- 2023: Black.Virus „Krach bis Stille“ (CD-Album / Mastering)
- 2023: EGOamp „Cinéaste“ (Digital Album / Co-Produktion & Mastering)
- 2024: Dark Minimal Project "Cold Black Room" (CD-Album / Mastering)
- 2024: The Calm Grey „Niemals Genug“ (CD & Vinyl Album / Produktion & Mastering)

## Remix-/Cover-Beiträge
- Als Per-Anders Kurenbach -
- 2002: „Anonymous Skin“ von Psyche (Remix)
- 2007: „Undercover“ von Assemble 23 & Essexx (Remix)
- 2007: „Vacant“ von Iris (Remix)
- 2009: „Private Cell“ von New Risen (Remix)
- 2010: „Sunday Mitternacht“ von No More (Remix)
- 2011: „You Gotta Love Me“ von Schahin (Remix)
- 2012: „Blut geleckt“ von Grausame Töchter (Remix)
- 2012: „Toxic“ von Mari Chrome (Remix)
- 2013: „Ego“ von reADJUST (Remix)
- 2014: „We Fail We Forget“ von Leæther Strip (Remix)
- 2014: „Sur La Mere“ von dAVOS (Remix)
- 2015: „Pay The Price“ von evo-lution (Remix)
- 2016: „Hier drüben im Graben“ von Leichtmatrose feat. Joachim Witt (Remix)
- 2016: „Annika Ist Tot“ von Grausame Töchter (Remix)
- 2016: „Shadows“ von In Good Faith (Remix)
- 2016: „Tränen in einer toten Welt“ von Grausame Töchter (Remix)
- 2017: „Jasmin“ von Leichtmatrose (Remix)
- 2018: „A Message“ von INVISIBLE LIMITS (Remix)
- 2018: „Sound Of Silence“ von Trinity FM (Remix)
- 2018: „Best Informed Boy“ von dAVOS (Remix)
- 2018: „Befleckt“ von Grausame Töchter (Remix)
- 2018: „Befleckt V.2“ von Grausame Töchter (Remix)
- 2018: „Happy X-Mas (War Is Over)“ von John Lennon (Cover)
- 2019: „As Long As We Fight“ Blind Passenger & Outsized (Remix)
- 2019: „No Song For Lovers“ von INADREAM (Remix)
- 2020: „The Stranger“ von Projekt Ich (Remix)
- 2021: „Nothing Wrong“ von Blinky Blinky Computerband (Remix)
- 2022: „Lichtblitz“ von RUN: (Remix)
- 2024: „Burning Up“ von Stimmgewalt (Remix)

- Mit Psyche -
- 1995: „Che“ von Suicide (Coversong)
- 1996: „Antenna“ von Kraftwerk (Coversong)
- 1997: „Broken Wings“ von Lights of Euphoria (Remix)
- 1998: „Lie To Me“ von Depeche Mode (Coversong)
- 1998: „Exhale (Arsenic Dub)“ (Remix)
- 1999: „Harlequin“ von Inertia (Remix)
- 2002: „Butcher Baby“ von Plasmatics (Coversong)
- 2004: „Come To Paradise“ von Trisomie 21 (Remix)
- 2004: „Collide“ von dAVOS (Remix)
- 2004: „Faith“ von The Cure (Coversong)
- 2006: „Justice & Damnation“ (Remix)

- Mit The Spook -
- 2002: „Skulls“ & „When Eagles Dare“ von Misfits (Coversong)
- 2004: „We Want The Airwaves“ von The Ramones (Coversong)
- 2005: „Hey Little Girl“ von Icehouse (Coversong)

- Mit Cyan Inc. -
- 2007: „Slave“ von Regenerator (Remix)
- 2007: „Holocaust Of Love“ (Remix)
- 2008: „Beauty & The Beast“ von Menichal Servants (Remix)

- Mit Nine Circles -
- 2014: „Limousine“ von Hubert Kah (Coversong)
- 2015: „Dragon Road“ von Randolph’s Grin (Remix)
- 2016: „U-Men“ von Front 242 (Coversong)
- 2018: „She Fades Away“ von Techniques Berlin (Remix)

- Mit reADJUST -
- 2016: „On the radio“ von District 13 (Remix)
- 2016: „Take One“ von Front 242 (Coversong)

- Mit Dark State -
- 2024: „Dancing Souls“ von THE MINIMAL PROJECT (Remix)
- 2024: „Peace Is A Wonder“ von Projekt Ich (Remix)

- Andere -
- 2007: „Vermisst Du mich“ von Jan W. (Coversong mit dAVOS)
- 2007: „Dont Fear The Years“ von Portash (Coversong mit dAVOS)
- 2008: „Nothing“ von Evast (Remix)
- 2009: „San Diego“ von The Eternal Afflict (Remix)
- 2009: „Courage“ von Ostrich (Remix)
- 2011: „Breakdown“ von Ostrich (Remix)